# Eburodacrys sexguttata
Eburodacrys sexguttata es una especie de escarabajo longicornio del género Eburodacrys, tribu Eburiini, subfamilia Cerambycinae. Fue descrita científicamente por Lameere en 1884.

## Descripción
Mide 11,2-20,6 milímetros de longitud.

## Distribución
Se distribuye por Argentina, Bolivia, Brasil y Paraguay.